# NXT TakeOver: Fatal 4-Way
L’édition 2014 de NXT Takeover: Fatal 4 Way est une manifestation évènementielle de catch (lutte professionnelle) diffusé sur WWE Network et visible uniquement en paiement à la séance.
L'événement, produit par la World Wrestling Entertainment (WWE), a eu lieu le 11 septembre 2014 à l'université Full Sail à Winter Park, en Floride et met en avant les membres de NXT, le club-école de la fédération de Stamford.
Il s'agit de la première édition de NXT Takeover: Fatal 4 Way, et est également le troisième évènement de la division NXT rendu disponible sur le WWE Network.

## Contexte
Les spectacles de la WWE en paiement à la séance sont constitués de matches aux résultats prédéterminés par les scénaristes de la WWE. Cet état de fait et ces rencontres se justifient par des storylines (des rivalités entre catcheurs, la plupart du temps, mais aussi des qualifications survenues dans les émissions de la WWE comme WWE NXT). Tous les catcheurs possèdent un gimmick, c'est-à-dire qu'ils incarnent un personnage, gentil ou méchant, qui évolue au fil des rencontres dans l'optique de centrer le public derrière lui ou contre lui. 
Un spectacle comme NXT Takeover est donc un événement tournant pour les différentes storylines en cours.

## Tableau des matches
| #                                                                          | Matches                                                                            | Stipulation                                          | Durée |
| -------------------------------------------------------------------------- | ---------------------------------------------------------------------------------- | ---------------------------------------------------- | ----- |
| Dark (Match d'ouverture non-diffusé)                                       | Paige bat Becky Lynch                                                              | Match simple                                         |       |
| 1                                                                          | Les Lucha Dragons (Kalisto et Sin Cara) battent l'Ascension (Konnor et Viktor) (c) | Match par équipe pour le Championnat par équipe NXT  | 7:48  |
| 2                                                                          | Baron Corbin bat CJ Parker                                                         | Match simple                                         | 0:30  |
| 3                                                                          | Enzo Amore (avec Colin Cassady) bat Sylvester Lefort (avec Marcus Louis)           | Hair vs. Hair Match (Le perdant a les cheveux rasés) | 5:38  |
| 4                                                                          | Bull Dempsey bat Mojo Rawley                                                       | Match simple                                         | 1:10  |
| 5                                                                          | Charlotte (c) bat Bayley                                                           | Match simple pour le Championnat Féminin NXT         | 10:44 |
| 6                                                                          | Adrian Neville (c) bat Sami Zayn, Tyler Breeze et Tyson Kidd                       | Fatal 4 Way Match pour le Championnat NXT            | 24:07 |
| (c) désigne le(s) champion(ne)(s) défendant son(leur) titre dans le match. |                                                                                    |                                                      |       |